# Never Bet the Devil Your Head
Nunca Aposte sua Cabeça com o Diabo: Uma História com uma Moral (no original, Never Bet the Devil Your Head: A Tale With a Moral), é um conto satírico, escrito por Edgar Allan Poe e lançado, originalmente, na Graham's Magazine, em 1841.
A ficção começa com um diálogo do próprio Poe com o leitor, no qual ele comenta sobre a noção de que toda a história deve ter uma moral, além de oferecer uma resposta às criticas de que esta é ausente em seus contos. Logo depois, ele começa a história de Dammit, um viciado em apostas e adepto do alcoolismo, e seu amigo, o narrador anônimo, que tenta de toda forma ajudá-lo.
Muitos estudiosos consideram o conto como um ataque aos transcendentalistas da época, já que Poe, muitas vezes, criticou esse tipo de literatura, categorizando-a como: "Mística apenas por ser." Apesar de que, posteriormente,  ele afirmasse que não tinha um alvo específico em mente quando o escrevera.

## Ligações Externas
- Never Bet the Devil your Head está disponível gratuitamente no Wikisource.